# Call of Juarez: Bound in Blood
Call of Juarez: Bound in Blood je prequelem polské videohry Call of Juarez, rovněž od Techlandu z roku 2009. Vyobrazuje zahalenou minulost bratří McCallových od dob, kdy zanechali své participace v Americké občanské válce na straně Konfederovaných států amerických a navrátili se do rodné lokality spasit svou usedlost před postupujícími shermanovskými vojsky. Přibližně o rok později, dozvěděvši se o legendárním pokladu, ztraceném, údajně dokonce prokletém zlatu aztéckého původu pochovaném v pohoří stejnojmenného města Juarez, vypravují se společně ve společnosti nejmladšího bratra Williama, jehož byli zachránili na jejich okupované usedlosti, na honbu za „Voláním Juarezu“.

## Postavy
Ray McCall
Nejstarší z bratří, původně seržant Konfederační armády (předtím degradován), později obávaný pistolník, nakonec reverend prohnilého městečka Hope v jižním Texasu. Dříve na špici jeho priorit stála rodina, pak byl zaslepen „Voláním Juarezu“. Holduje lihovinám, ženám, násilí a temnotě. Podle svých slov byl v těchto dobách uchvácen mocí Satana… A také řekl, že si může vzít cokoliv od kohokoliv. Běžně používá dvojici revolverů, zvládne nosit Gatlingův kulomet, umí házet dynamitové patrony. Typický je pro něho starobylý kyrys konquistadorů, chránící jeho torzo před projektily, a převážně černý oděv zahrnující plochý klobouk s širokou krempou, bezprsté kožené rukavice, dlouhý kabát bez zapínání, bílou košili se šňůrkovým proplétáním na hrudi, volné šedé kalhoty a vyšší staro-západo-americké boty, zakryté těmi kalhotami. Ještě drží tři nábojové pásy – dva křížovitě přes torzo a jeden kolem pasu. Původně, v prvních dvou kapitolách, jeho oděv činila šedá uniforma Konfederační armády.
Thomas McCall
Prostřední z bratří, původně nadporučík Konfederační armády, později obávaný pistolník, nakonec rančer v prohnilém městečku Hope v jižním Texasu. Běžně používá jednu pistoli (drží dvě, jež používá při vpádu dveřmi), specializuje se na pušky, umí házet lasem, vrhat nože a používat luk.
William McCall
Nejmladší z bratří. Narator hry samé. Studoval teologii, přav si stát se pastorem. Zbožný, láskyplný, tolerantní. † (Nešťastně zastřelen Rayem z paniky, že bude tasit, on však mínil vytáhnout svoji milovanou Bibli, nejspíš jako součást triku sebeobětování se, aby se bratři nezastřelili zároveň. Střelen do podbřišku z revolveru.)
Jeremy Barnsby
Primární antagonista. Plukovník Konfederační armády, přímý superior bratrů McCallových. Sám sebe nahlíží jako skutečného Jižana a džentlmena. † (Střelen do břicha v duelu jedním z bratrů McCallových a spadl z výšky do kupy písku, jímž byl následně pohlcen – to vše až poté, co byl zbaven imaginárního štítu)
Juan Mendoza
Sekundární (skrytý) antagonista. Navýsost mocný a signifikantně nebezpečný gangsterský vládce Mexika (nebo alespoň de facto, v rámci podsvětí). Je pravým otcem Marisina dítěte.
Marisa
Mendozova osobní děvka, Rayův potenciální subjekt lásky, Thomasova milenka a později jeho manželka. Jako jedna z mála ví mnoho o aztéckem zlatu. Křehká.
O’Donnell
Terciární antagonista, seržant Konfederační armády a Barnsbyho pobočník. † (Zastřelen v duelu jedním z bratrů McCallových, střelen z revolveru kamkoliv mimo končetiny)
Vidí dál (Vidící dále)
Hybridní indián, počatý z krve rudocha a bělošky. Ignorován svým otcem pro svou světlejší kůži a modrým očím, což mezi Indiány vůbec není. Asistuje bratřím McCallovým ohledně indiánských záležitostí, s nejmladším, Williamem, se dokonce přátelí. † (Zavražděn plukovníkem Barnsbym dvěma střelami z revolveru do torza.)
Rozbouřená řeka (Běžící řeka) / později Klidná voda
Náčelník Apačů a otec Vidícího dále.
Devlin
Kvartérní antagonista, superbohatý irský businessman, řízený chtíčem po ještě větším bohatství, o něž se mohlo logicky největší měrou zasadit stále dokola omílané zlato z Juarez. Devlin sám o sobě byl zbabělý, arogantní a nerad rušen. V průběhu let lunatického pátrání v okolí města San Lorenzo ho to vše učinilo natolik surovým, že si vybudoval vlastní ozbrojené křídlo, jemuž nařídil, aby přimívalo farmáře a osadníky opustit jejich domovy pod výhrůžkami smrti. Je oděn do perlově bílého, nepochybně dost drahého oděvu. Vesta s černou zadní polovinou, košile s vykasanými rukávy, modrá mašlová kravata, volné společenské kalhoty a černobílé boty. † (Střelen na kolenou do hrudníku Rayem McCallem, snaživ se ho zoufale přimět odvrátit revolver.)

## Příběh
Po prvním díle se snažíte pronásledovat chtivého plukovníka Barnsbyho. Následně se dozvídáte o zlatě z Juarezu a zachraňujete Marisu. Marisa ale patři Juarezovi. Marisu si oblíbí jak Thomas, tak Ray a snaží se jí získat. S Juarezem pak jdete k indiánům na pušky a ti vám poví o medailonu. Medailon je klíč k nalezení pokladu a až jej Ray a Thomas dostanou do rukou, nebudou to oni kdo ho dostanou. Nýbrž William.
William se stane věřícím a boha bude brát na vědomí jako nikdy před tím. Ale nesmíme zapomenout na Barnsbyho. Thomas a Ray se začnou o Marisu hádat když v tom zaútočí na Apače Barnsby. Po sérii stříleček unese Barnsby Williama a syna Náčelníka. Po sérii stříleček se dostanete k Barnsbymu ale už je pozdě. Syn náčelníka byl mrtev ale vy dostanete Barnsbyho a s ním si to pak vyřídí Náčelník.
Snažíte se zachránit Williame a následně se dozvídáme, že je Marisa těhotná a čeká dítě (To dítě je pochopitelně Billy). Thomas nechá záchranu Williama na Rayovi a vydává se s Marisou za pokladem. Ray tak tak přežije útok a vydává se za Thomasem. Když ho pak najde v síni ( kde bude taky i Billy)
Tak na něj začne mířit a chystá se ho zabít. V tu chvíli mu vstoupí před Revolver William a zabrání mu v tomu. Ray ho vyzývá aby šel pryč ale William neposlechne. Když pak sáhne pod kabát Ray ho zabije. Myslel si, že chce vytasit zbraň ale nebyla to zbraň, ale Bible. Ta dopadne k něčí nohou a ty nohy byli Barnsbyho. Barnsby vypověděl, že Apač vzal nůž a místo aby ho zabil, tak mu přeřízl pouta a nechal ho jít. Po sérii stříleček se vám ho konečně podaří zabít stejně jako Juareze.

### Rozšiřující konec
Juarez nicméně bačkory nenatáhl… Oba bratři odloží zbraně z aktivní služby. Thomas s Marisou vstoupí do manželství a zařídí si ranč. Ray se stane kazatelem protestantské církve, vydávaje se ve šlépějích svého nešťastně zesnulého bratra s cílem pročistit si mysl, očistit svou duši a zasvětit život Pánu. Dokonce sám zbylé dva přeživší oddá. Konečně stmelený triumvirát tak žije spokojeně blahý život a směřuje k zítřkům mezi hvězdami. Pokud chceme akceptovat první COJ, Juarez se nicméně po 18 letech vrací, respektive jeho kumpáni, aby Marisu s Thomasem zatentátnili na jejich ranči. Sám se pak zajímá o svého bastarda – Billyho Svíčku (pojmenování na obdobné bázi jako Gendry Řeka nebo Ramsey Sníh ze Hry o trůny) – který po matce drží onen medailon (v jehož středu je svíčka) ke ztracenému aztéckému zlatu.
Se zřetelem k pochybnému, ba až neblahému zpracování prvního dílu, je záhodné nahlížet tyto okolnosti s velkou rezervou…

## Zbraně
- Quickshooter – Rychlopalná pistole – Na střelbu a nabíjení nejrychlejší zbraň, ale je poměrně slabá
- Volcano – Pistole Volcanic – Vůbec nejsilnější pistole, vynikající na boj zblízka. A vylepšené verze střílí hodně rychle. Vejde se do ní 12 nábojů (ve skutečnosti ale jen 8)
- Sawed-off – Upilovaná brokovnice – Má velký rozptyl broků a je tedy lepší pro boj zblízka
- Ranger – Pistole Rangerů – Je to celkem silná a přesná pistole, i když se pomalu nabíjí.
- Heavy Rifle – Těžká puška – Nejsilnější puška, na dálku přesnější, než Klasická puška, ale je jen na jeden náboj a střílí tedy hodně pomalu
- Rifle – Klasická puška – Celkem dobrá zbraň jak na blízko, tak na daláku. Je poměrně přesná a silná, ale střílí docela pomalu. Je na 12 nábojů.
- Classic Gun – Klasická pistole – K dostání všude, je ale slabá a pomalu se nabíjí
- Ladies Gun – Derringer, Dámská pistole – Je velmi slabá a nepřesná, jen na dva náboje
- Hybrid gun – Hybridní pistole – 8 nábojů do pistole, 1 do pušky. Je poměrně silná a i přesná. Dobrá hlavně nablízko
- Pepper gun – Šestihlavňovka – Střílí 6 nábojů a celkem pomalu a slabě. Má na sobě nůž, ten se ale bohužel ke hře použít nedá
- Classic Scoped – Puška s optikou – Dost přesná, ale ne tolik jako Těžká puška s optikou
- Shotgun – Brokovnice – Jedna z nejlepších zbraní na blízko, menší rozptyl broků, než u Upilované brokovnice
- Heavy Scoped – Těžká puška s optikou – vůbec nejlepší zbraň na dálku, klasická „Snajperka“, používají odstřelovači
- Bow – Luk – Přesná a tichá zbraň, na boj zblízka se nehodí, použít může jen Thomas
- Dynamite – Dynamit – Použít může jen Ray. Můžete chvílí držet, aby byl doutnák kratčí
- Knife – Nůž – tichá zbraň, pouze nablízko, použít může jen Thomas
- Gatling gun – Kulomet – Dobrá zbraň proti přesile. Někdy existuje i přenosný, ten však unese jen Ray
- Canon – Dělo – Ohromná palebná síla, musíte však mířit hodně nad cíl, protože koule klesne. Nehodí se k zabíjení lidí